# Визикасы
Визикасы́ (чув. Виҫикасси) — село в Цивильском районе Чувашской Республики России. Входит в состав Малоянгорчинского сельского поселения.

## География
Село находится в северо-восточной части Чувашии, в пределах Чувашского плато, в зоне хвойно-широколиственных лесов, у железнодорожной платформы 38 км, на расстоянии примерно 14 километров (по прямой) к северо-западу от города Цивильска, административного центра района.

### Климат
Климат характеризуется как умеренно континентальный, с продолжительной морозной зимой и тёплым летом. Среднегодовая температура воздуха — 3 °С. Средняя температура воздуха самого тёплого месяца (июля) — 18,8 °C (абсолютный максимум — 38 °C); самого холодного (января) — −12,8 °C (абсолютный минимум — −46 °C). Безморозный период длится около 143 дней. Среднегодовое количество осадков составляет около 446 мм, из которых 70 % выпадает в тёплый период. Снежный покров образуется в середине ноября и держится в течение 150 дней.

## Население
| 2010 | 2012 |
| ---- | ---- |
| 144  | ↗152 |

### Национальный состав
Согласно результатам переписи 2002 года, в национальной структуре населения чуваши составляли 99 % из 147 чел.